# Erik Byléhn

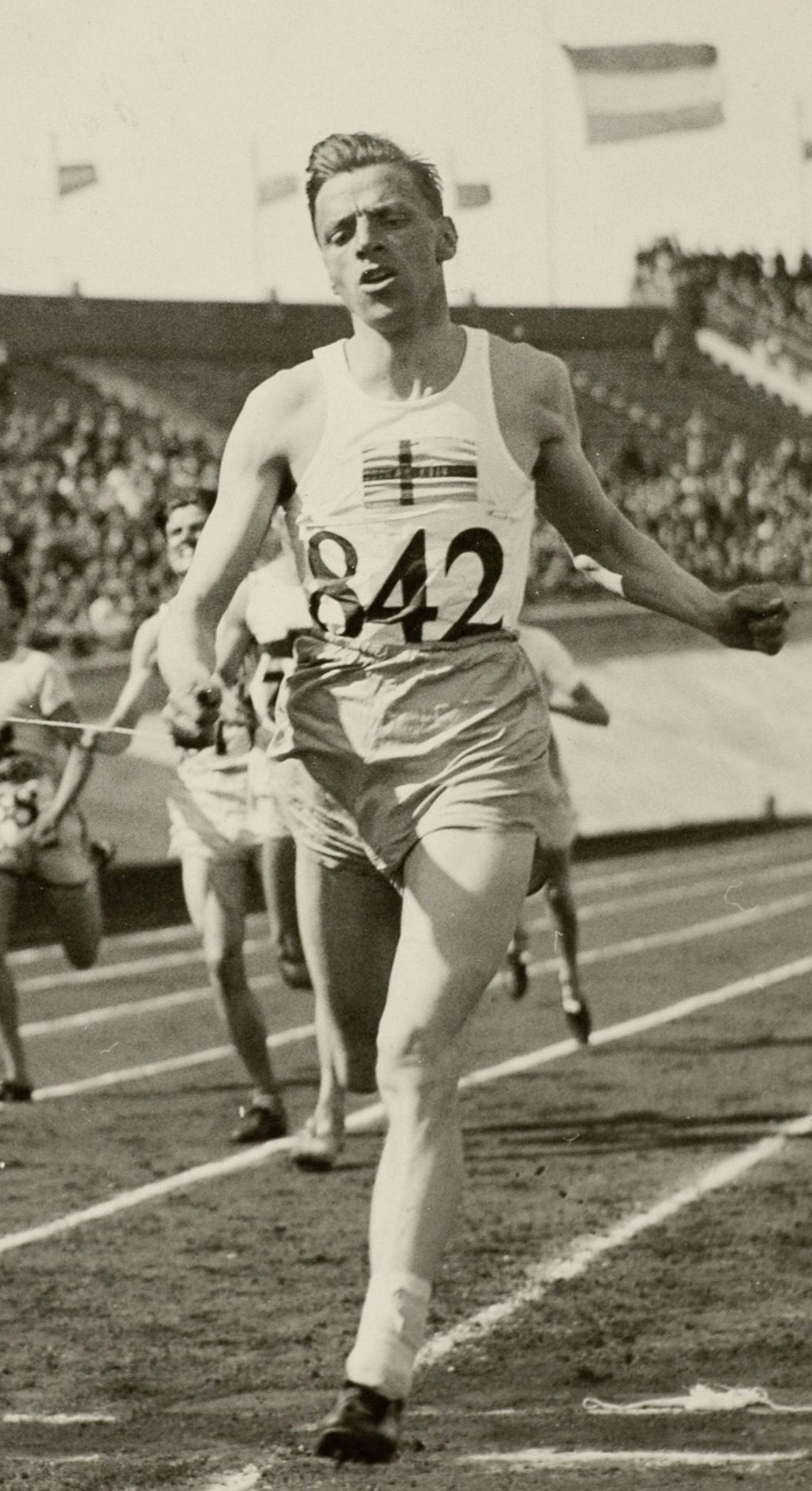
Erik Byléhn, 1928

Bror Erik Byléhn (* 15. Januar 1898 in Bollnäs; † 14. November 1986 in den Uppsala, Schweden) war ein schwedischer Leichtathlet. Bei einer Körpergröße von 1,71 m betrug sein Wettkampfgewicht 61 kg.
Er gewann bei den Olympischen Spielen 1924 in Paris mit der schwedischen 4-mal-400-Meter-Staffel Silber hinter der Staffel aus den USA, schied aber sowohl im 400-Meter-Lauf als auch im 800-Meter-Lauf jeweils im Vorlauf aus. 1925 wurde Byléhn schwedischer Meister im 400-Meter-Lauf und im 800-Meter-Lauf.
1928 wurde er zum zweiten Mal schwedischer Meister über 800 Meter. Bei den Olympischen Spielen 1928 in Amsterdam gewann er mit neuem schwedischen Rekord von 1:52,8 min über 800 Meter eine weitere olympische Silbermedaille. Er hatte eine Sekunde Rückstand auf den britischen Olympiasieger Douglas Lowe.